# Bejís
Bejís (valencianisch Begís) ist eine valencianische Gemeinde (municipio) mit 400 Einwohnern (Stand: 2024) in der Provinz Castellón in der spanischen autonomomen Region Valencia. 

## Geographie
Bejís liegt etwa 52 Kilometer westsüdwestlich der Provinzhauptstadt Castellón de la Plana und etwa 46 Kilometer nordnordwestlich von Valencia im Bezirk Alto Palancia in einer Höhe von ca. 845 m am Río Palancia.
Die Gemeinde besitzt ein gemäßigt warmes Klima. Die Jahresdurchschnittstemperatur beträgt 12,4 °C, der Jahresgesamtniederschlag liegt bei 580 mm.

## Bevölkerungsentwicklung
| Jahr      | 1970 | 1981 | 1991 | 2001 | 2011 | 2021 |
| Einwohner | 680  | 524  | 430  | 381  | 423  | 390  |

## Sehenswürdigkeiten
- Burganlage
- Kirche Mariä Engeln
- Johanniskapelle
- Marienkapelle
- Herrenhaus
- Rathaus

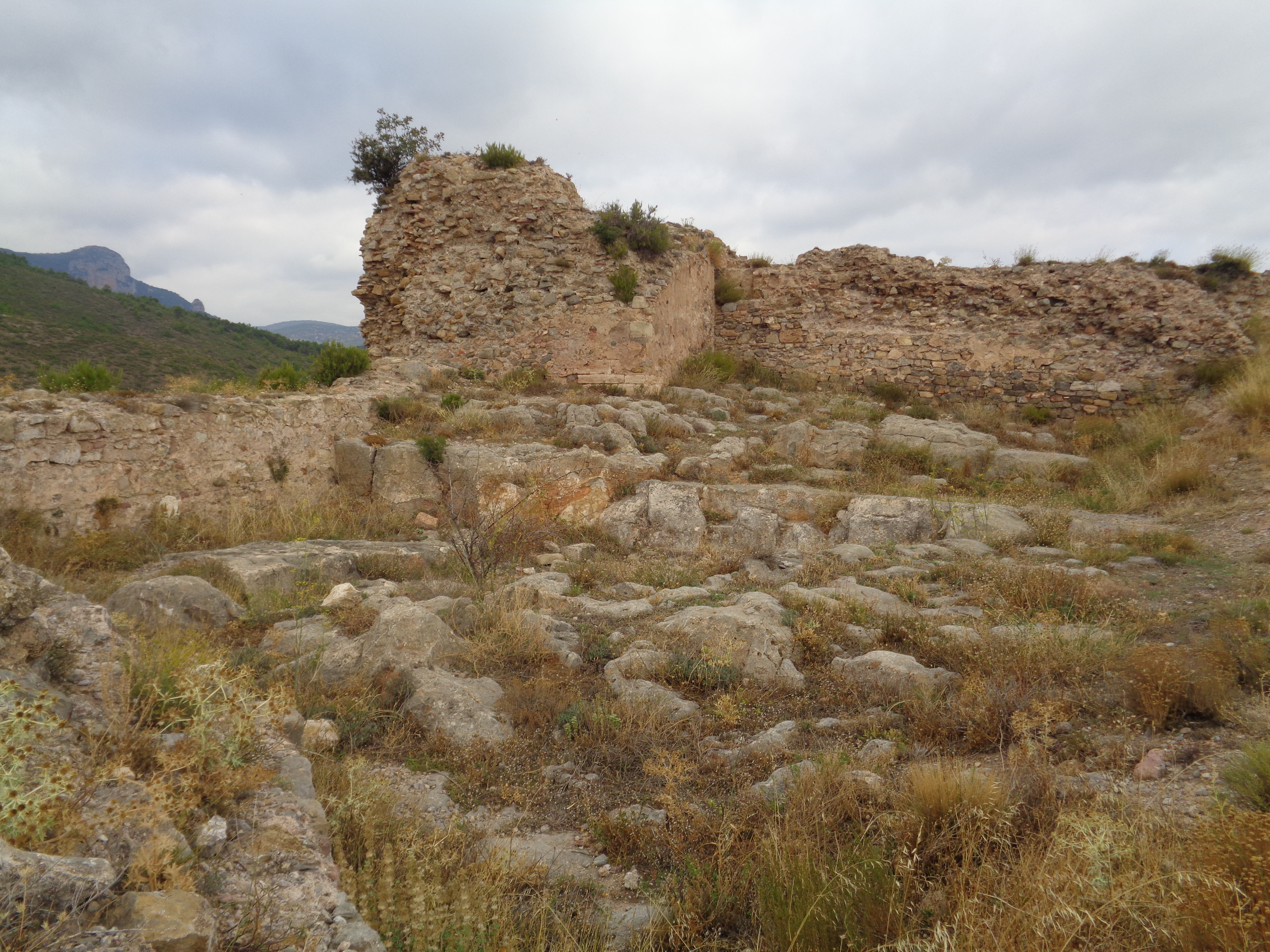
Reste der Burganlage
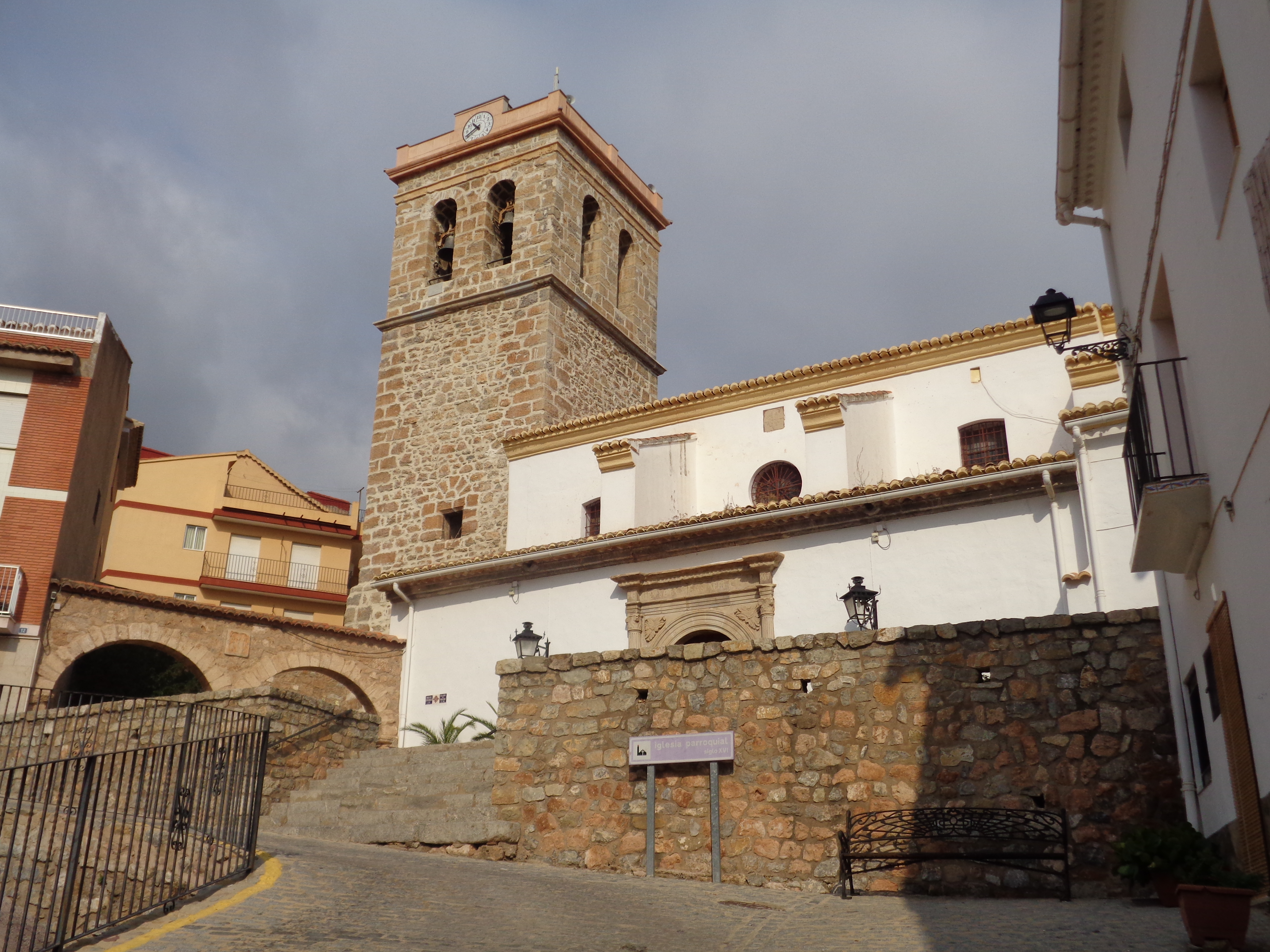
Kirche Mariä Engeln
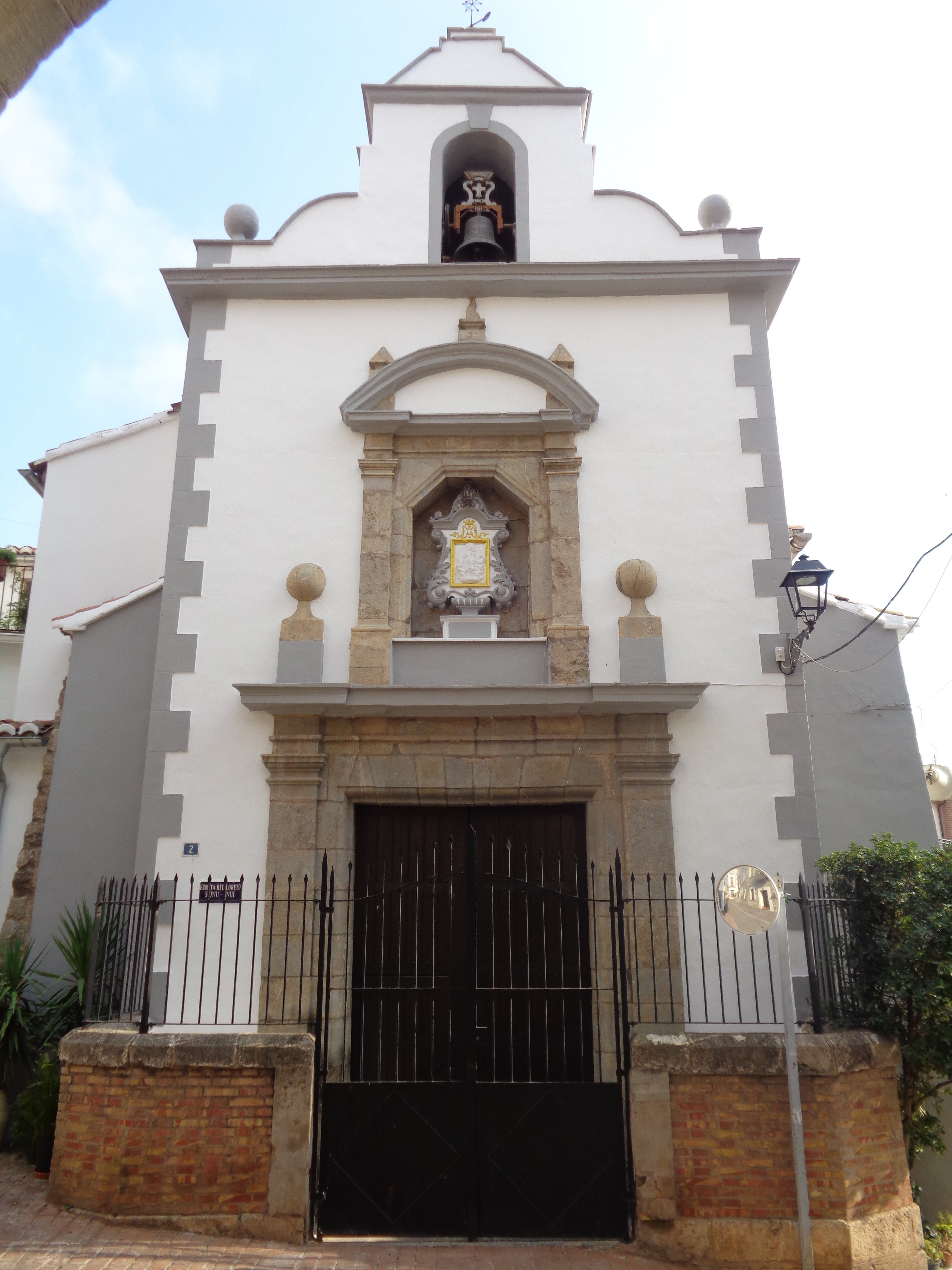
Marienkapelle
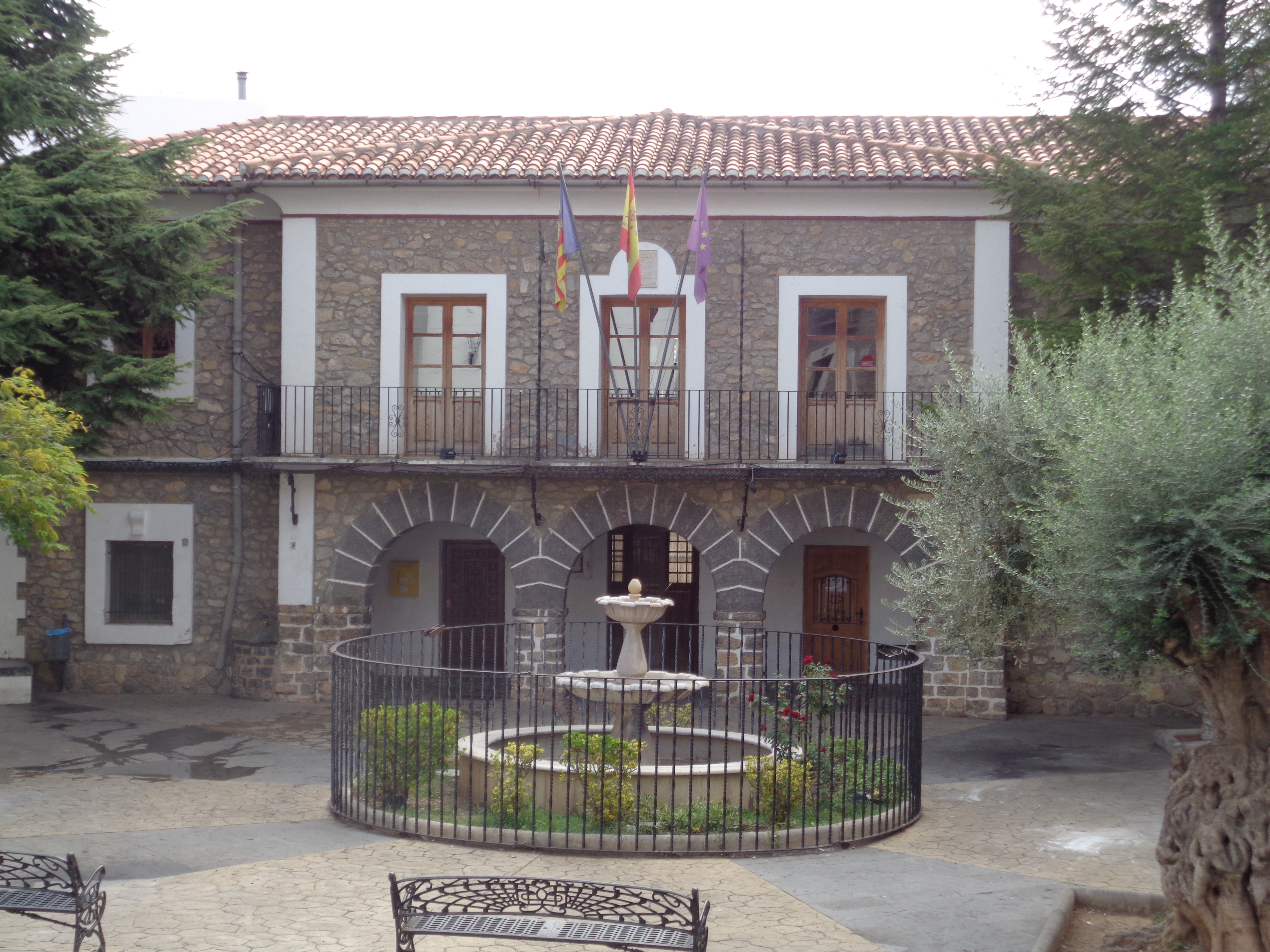
Rathaus

## Persönlichkeiten
- Antonio Ponz (1725–1792), Maler